# 기타무라 시게루
기타무라 시게루(北村 滋, きたむら しげる、1956년 12월 27일 - ）는 일본의 국정원장이다. 내각정보조사실의 수장인 내각정보관이다. 민주당 정권 시절인 2011년부터 지금의 자리를 지키고 있다.

## 관련보도
2017년 12월 13일, 최대야당 자유한국당 홍준표 대표가 일본을 방문했다. 이틀째인 14일 우리의 국가정보원과 같은 일본의 정보기관인 내각정보조사실의 수장 기타무라 시게루(北村滋) 내각정보관이 이례적으로 홍 대표의 일정에 동행해 눈길을 끌기도 했다.
2018년 7월, 북한과 일본이 미국에 알리지 않고 베트남에서 비밀 회담을 했다. 김성혜 북한 통일전선부 통일전선 책략실장과 기타무라 시게루 일본 내각 정보관이 참석했다. 미국이 매우 화를 냈다.
기타무라 시게루(北村滋) 내각 정보관은 도쿄대 법학부를 나온 엘리트 경찰 출신이다. 아베의 최측근이다. 2006~2007년 아베 1차 내각 때 비서관이었고, 2012년 말 2차 내각 이래 현직을 지키고 있다. 한해 아베를 가장 많이 만나는 인사이기도 하다.
내각정보조사실의 수장인 내각정보관은 관방장관이 아닌 직접 총리에게 직접 보고한다.
일본판 국정원, CIA인 내각정보조사실 직원수는 175명이며, 타기관의 파견직원 120명이 포함된다. 대부분 일본 경찰청에서 파견된다. 한국의 국정원 6천명, 한국군 기무사 4천명, 미국 CIA 2.1만명, 미국방부 DIA 1.7만명에 비하면 매우 작은 정보기관이다.